# 多瑟河

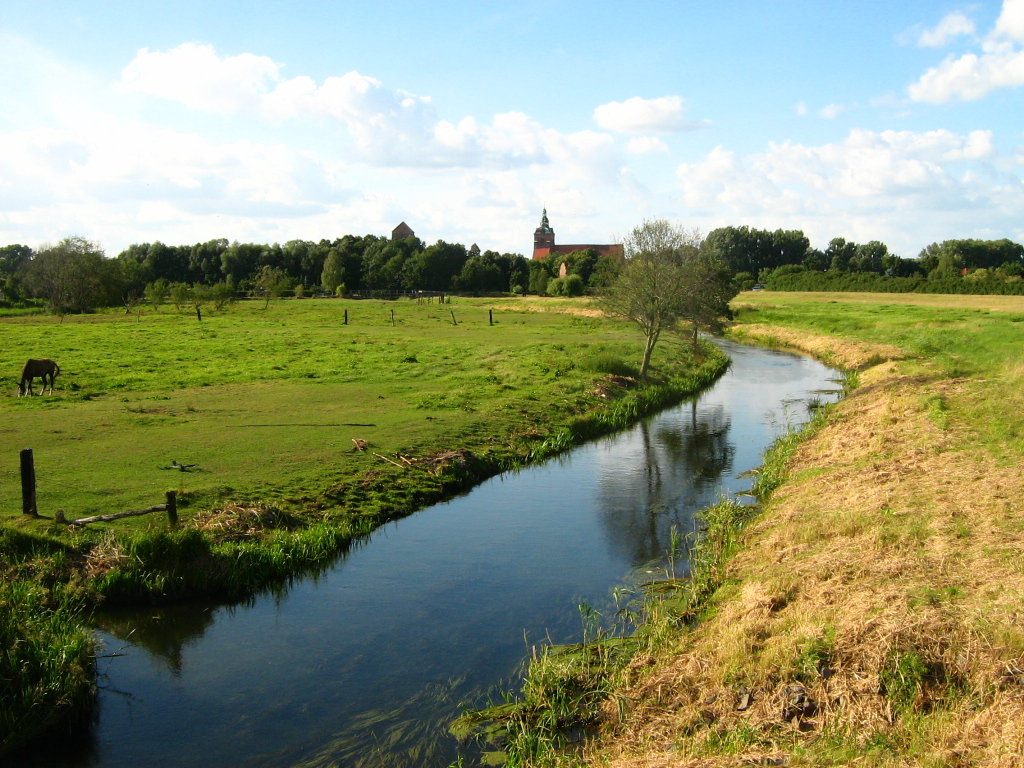

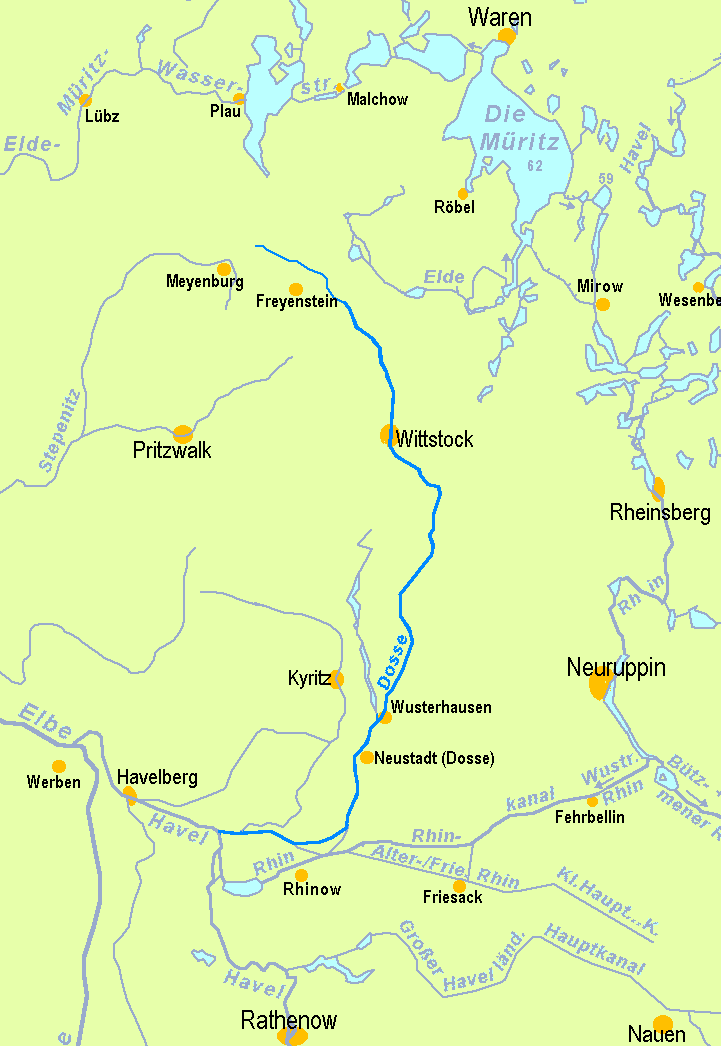

52°47′42″N 12°12′45″E / 52.79500°N 12.21250°E
多瑟河（德語：Dosse，發音：[ˈdɔsə] ⓘ）是德國的河流，位於勃蘭登堡州，屬於哈弗爾河的右支流，河道全長94公里，流域面積1,268平方公里，發源自邁恩堡東北面，河口處在哈弗尔贝格。